# Progressione del record italiano dei 100 metri ostacoli

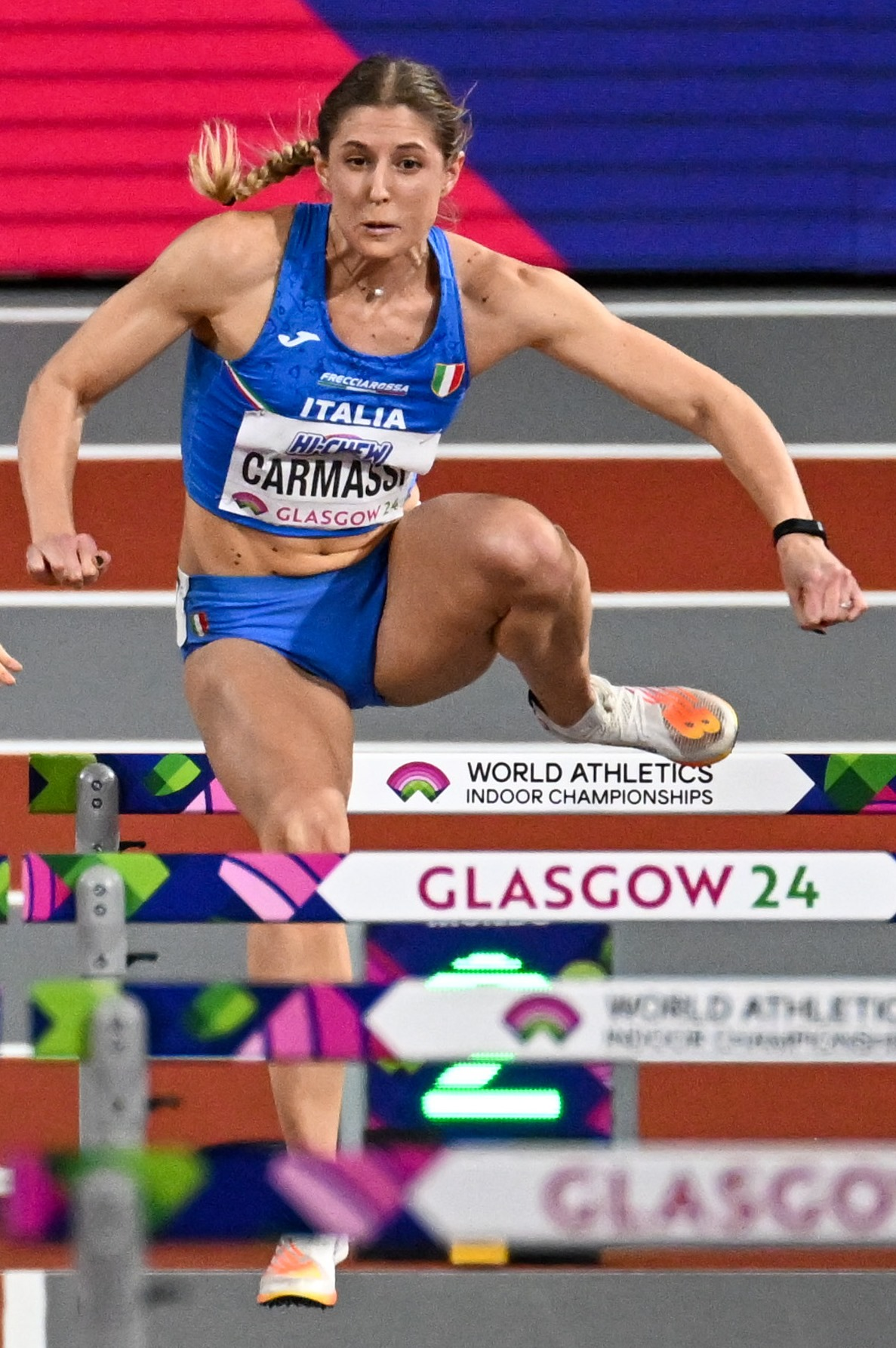
Giada Carmassi, detentrice del record italiano dei 100 metri ostacoli dal 2025.

La voce seguente illustra la progressione del record italiano dei 100 metri ostacoli di atletica leggera.
Il primo record italiano su questa distanza venne ratificato il 13 aprile 1969. Fino al 1976 sono stati ratificati record misurati con cronometraggio manuale; dal 1976 è entrato in scena il cronometraggio elettronico.

## Progressione

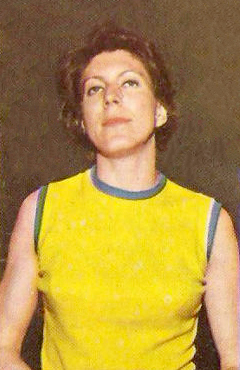
Magalì Vettorazzo, detentrice del record italiano dal 1969 al 1971.

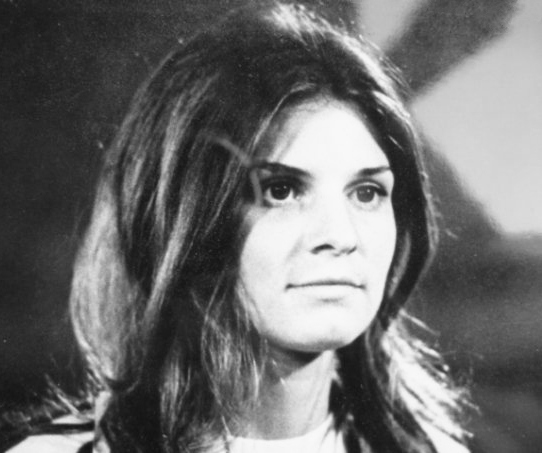
Ileana Ongar, detentrice del record italiano dal 1971 al 1974 e dal 1975 al 1986.

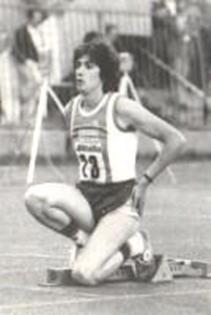
Rita Bottiglieri, detentrice del record italiano nel 1974.

Carla Tuzzi, detentrice del record italiano dal 1988 al 2013.

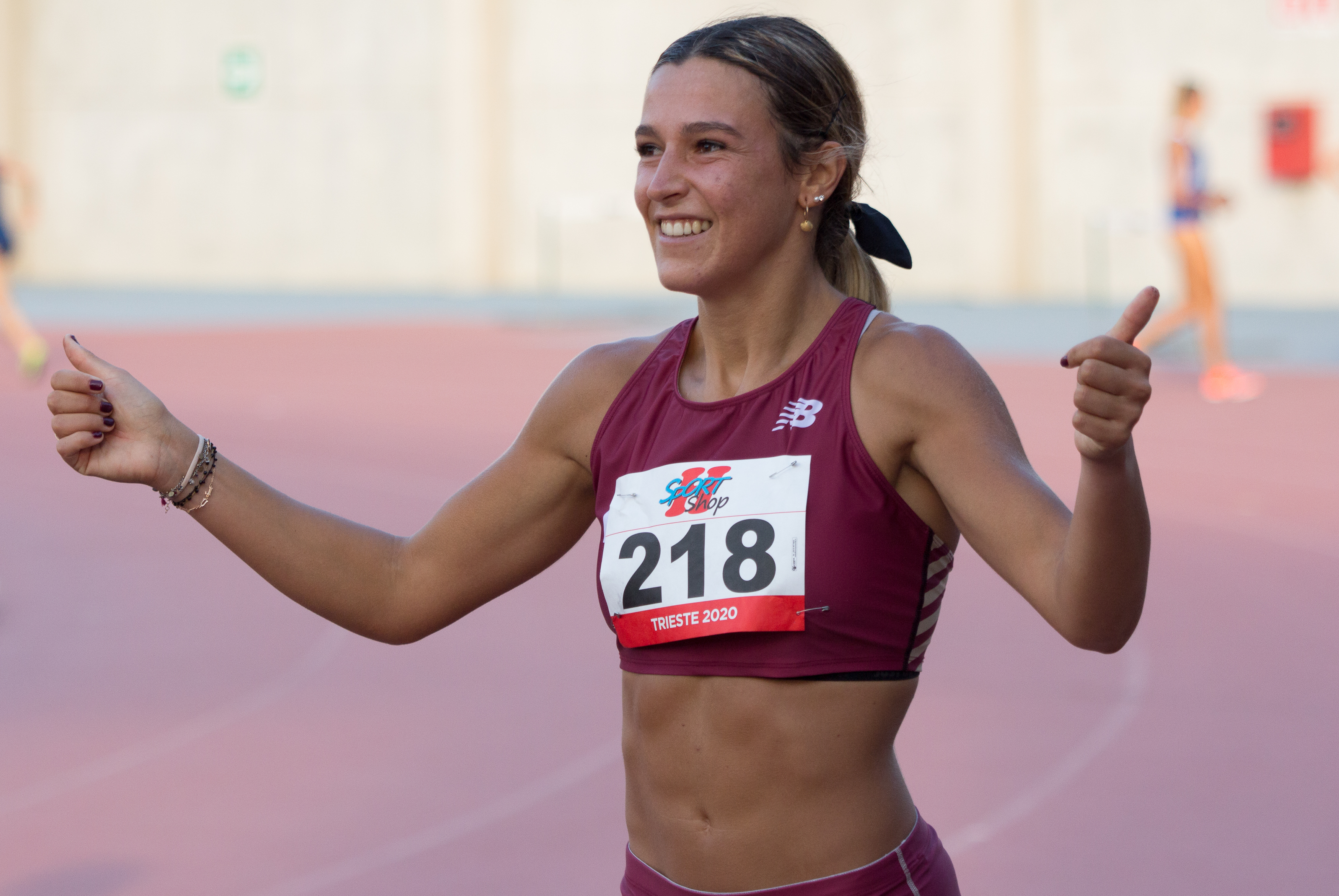
Luminosa Bogliolo, detentrice del record italiano dal 2021 al 2025.

| Tempo                      | Vento (m/s)          | Atleta                      | Società                       | Luogo          | Data           | Note  |
| -------------------------- | -------------------- | --------------------------- | ----------------------------- | -------------- | -------------- | ----- |
| 15"6                       | nw                   | Paola Giuli                 | CUS Roma                      | Roma           | 13 aprile 1969 |       |
| 14"9                       | nw                   | Paola Giuli                 | CUS Roma                      | Roma           | 19 aprile 1969 |       |
| 14"9                       | nw                   | Sandra Tonelli              | CUS Roma                      | Roma           | 19 aprile 1969 |       |
| 14"8                       | nw                   | Carla Panerai               | Atletica Libertas Firenze     | Formia         | 11 maggio 1969 |       |
| 14"7                       | nw                   | Magalì Vettorazzo           | Snia Libertas Torino          | Roma           | 17 maggio 1969 |       |
| 14"7                       | nw                   | Magalì Vettorazzo           | Snia Libertas Torino          | Roma           | 17 maggio 1969 |       |
| 14"7                       | nw                   | Sandra Tonelli              | CUS Roma                      | Roma           | 17 maggio 1969 |       |
| 14"4                       | nw                   | Magalì Vettorazzo           | Snia Libertas Torino          | Milano         | 28 giugno 1969 |       |
| 14"3                       | nw                   | Sandra Tonelli              | CUS Roma                      | Milano         | 28 giugno 1969 |       |
| 14"2                       | nw                   | Magalì Vettorazzo           | Snia Libertas Torino          | Milano         | 29 giugno 1969 |       |
| 14"0                       | nw                   | Magalì Vettorazzo           | Snia Libertas Torino          | Milano         | 2 luglio 1969  |       |
| 13"8                       | nw                   | Ileana Ongar                | CUS Roma                      | Viareggio      | 2 maggio 1971  |       |
| 13"8                       | nw                   | Ileana Ongar                | CUS Roma                      | Verona         | 21 luglio 1971 |       |
| 13"8                       | nw                   | Ileana Ongar                | CUS Roma                      | Rieti          | 28 agosto 1971 |       |
| 13"8                       | nw                   | Ileana Ongar                | Bruno Zauli Roma              | Roma           | 21 maggio 1972 |       |
| 13"7                       | nw                   | Ileana Ongar-Ranaldi        | Bruno Zauli Roma              | Roma           | 11 luglio 1973 |       |
| 13"7                       | nw                   | Ileana Ongar-Ranaldi        | Bruno Zauli Roma              | Siena          | 22 luglio 1973 |       |
| 13"7                       | nw                   | Ileana Ongar-Ranaldi        | Bruno Zauli Roma              | Bucarest       | 5 agosto 1973  |       |
| 13"7                       | nw                   | Rita Bottiglieri            | Snia Milano                   | San Bonifacio  | 14 luglio 1974 |       |
| 13"7                       | nw                   | Ileana Ongar-Ranaldi        | Bruno Zauli Roma              | Roma           | 31 luglio 1974 |       |
| 13"7                       | nw                   | Antonella Battaglia-Arcioni | Libertas San Saba             | Roma           | 31 luglio 1974 |       |
| 13"6                       | nw                   | Antonella Battaglia-Arcioni | Libertas San Saba             | Viareggio      | 7 agosto 1974  |       |
| 13"6                       | nw                   | Antonella Battaglia-Arcioni | Libertas San Saba             | Milano         | 14 giugno 1975 |       |
| 13"6                       | nw                   | Rita Bottigleri             | Snia Milano                   | Milano         | 14 giugno 1975 |       |
| 13"5                       |                      | Ileana Ongar-Ranaldi        | Bruno Zauli Roma              | Mantova        | 14 giugno 1975 |       |
| 13"5                       | Ileana Ongar-Ranaldi | Bruno Zauli Roma            | Firenze                       | 22 luglio 1975 |                |       |
| 13"3                       |                      | Ileana Ongar-Ranaldi        | Bruno Zauli Roma              | Roma           | 7 maggio 1976  |       |
| 13"3                       | Ileana Ongar-Ranaldi | Bruno Zauli Roma            | Zagabria                      | 30 maggio 1976 |                |       |
| 13"3                       | Ileana Ongar-Ranaldi | Bruno Zauli Roma            | Jesolo                        | 27 giugno 1976 |                |       |
| 13"1                       | -0,5                 | Ileana Ongar-Ranaldi        | Bruno Zauli Roma              | Torino         | 7 luglio 1976  |       |
| Cronometraggio elettronico |                      |                             |                               |                |                |       |
| 13"24                      | +0,3                 | Ileana Ongar-Ranaldi        | Bruno Zauli Roma              | Furth          | 13 giugno 1976 |       |
| 13"19                      |                      | Patrizia Lombardo           | Snia BPD Milano               | Mosca          | 8 luglio 1986  |       |
| 13"10                      | +1,7                 | Patrizia Lombardo           | Snia BPD Milano               | Livorno        | 30 maggio 1987 |       |
| 13"08                      |                      | Carla Tuzzi                 | Cises Frascati                | Neubrandenburg | 9 luglio 1988  |       |
| 12"97                      | +1,1                 | Carla Tuzzi                 | Cises Frascati                | Valencia       | 12 giugno 1994 |       |
| 12"97                      |                      | Carla Tuzzi                 | Cises Frascati                | Trento         | 16 giugno 1994 |       |
| 12"76                      | +0,6                 | Veronica Borsi              | Gruppo Sportivo Fiamme Gialle | Orvieto        | 2 giugno 2013  |       |
| 12"75                      | 0,0                  | Luminosa Bogliolo           | Gruppo Sportivo Fiamme Oro    | Tokyo          | 1º agosto 2021 | [ 1 ] |
| 12"69                      | +1,4                 | Giada Carmassi              | Centro Sportivo Esercito      | Stoccolma      | 15 giugno 2025 | [ 2 ] |